# Dorothee Poelchau

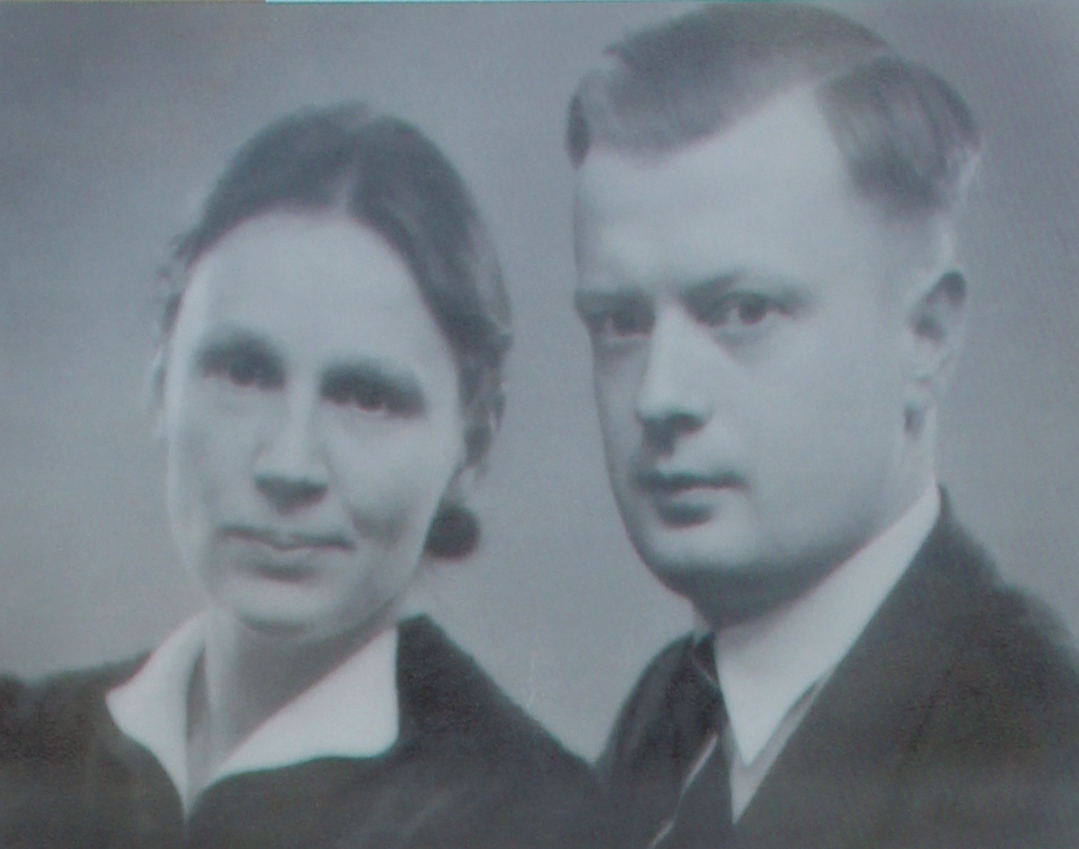
Dorothee und Harald Poelchau

Dorothee Poelchau (geboren als Dorothee Ziegele; * 6. Juni 1902 in Steinkirchen (seit 1973 Gemeinde Braunsbach), Baden-Württemberg; † 4. November 1977 in Berlin) war eine deutsche Bibliothekarin und gemeinsam mit ihrem Ehemann Harald Poelchau Widerstandskämpferin gegen den Nationalsozialismus.

## Leben

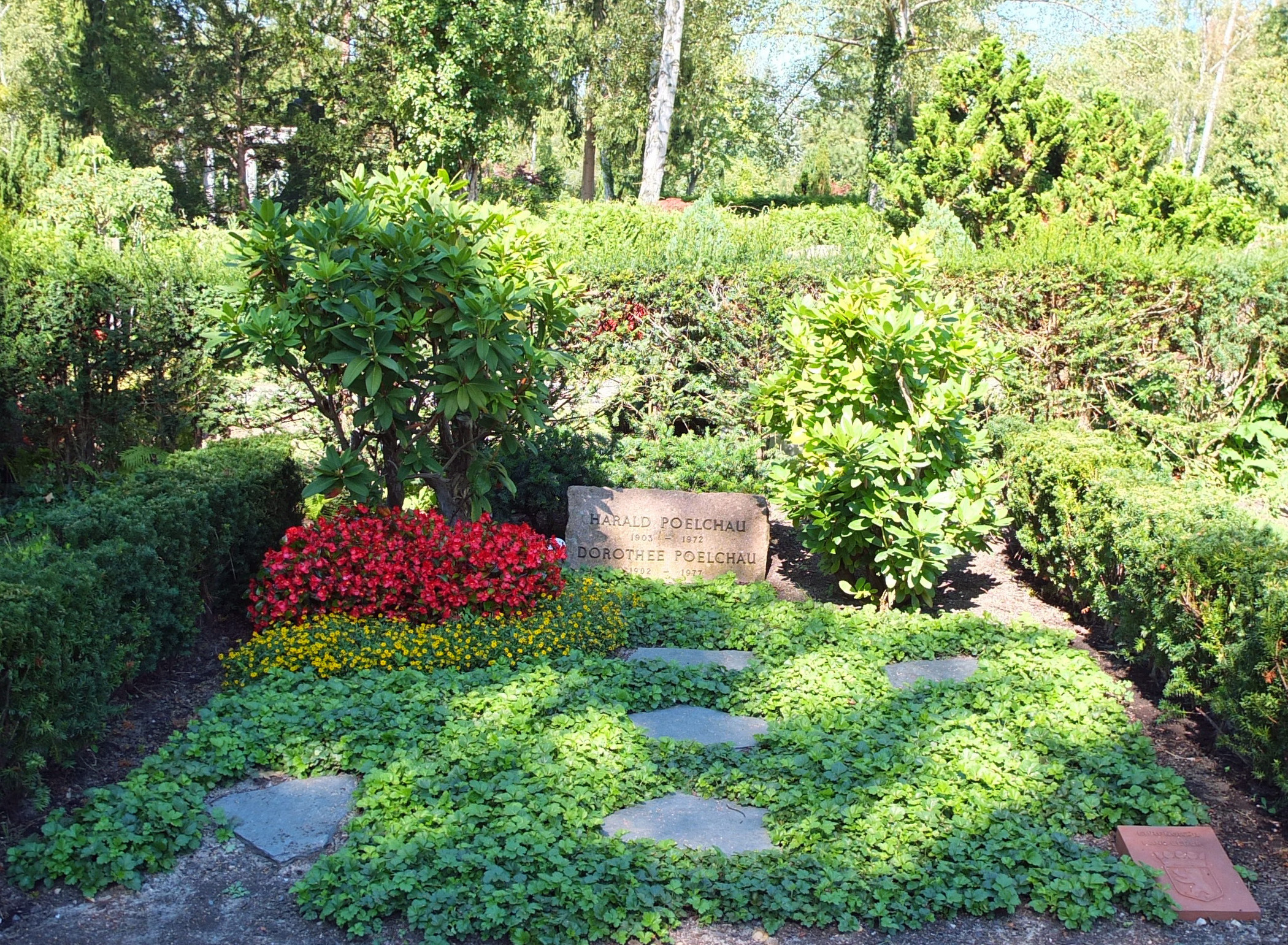
Grabstätte von Harald und Dorothee Poelchau auf dem Friedhof Zehlendorf

Dorothee Poelchau war die zweite Tochter des Pfarrers Paul Eugen Ziegele und dessen Ehefrau Berta aus Steinkirchen. Nach Ende ihrer schulischen Ausbildung und ersten Prägungen, die sie durch die Jugendbewegung erfahren hatte, begann sie im Wintersemester 1921/22 in Leipzig ein Studium der Germanistik. Parallel zum Studium machte sie in Leipzig eine Ausbildung an der Bibliotheksschule, die sie 1923 abschloss und dadurch die Befähigung zur Arbeit für den mittleren Bibliotheksdienst erwarb. Nachdem sie im Jahr 1923 an der Universitätsbibliothek der Universität Tübingen eine Anstellung erhalten hatte, lernte sie noch im gleichen Jahr Harald Poelchau kennen, der in dieser Zeit Sekretär des Köngener Bundes in Tübingen war. 1926 wechselte sie von Tübingen nach Berlin, wo sie eine Stelle in der Bibliothek des Statistischen Reichsamts (StRA) annahm.
Nach der Heirat mit Harald Poelchau war sie von Beginn an, genauso wie ihr Mann, gegen das NS-Regime eingestellt. Nachdem ihr Mann am 1. April 1933 in Berlin eine Stelle als Gefängnisseelsorger angetreten hatte und begann, sich um Inhaftierte des deutschen und ausländischen Widerstands sowie um von der Deportation bedrohte Juden zu kümmern, wurde Dorothee Poelchau „die heimliche Hilfe ihres Mannes“. Als es um die Hilfe für untergetauchte Juden und Angehörige politischer Häftlinge ging, war sie aktiv eingebunden, indem sie Lebensmittel besorgte und die in der eigenen Wohnung aufgenommenen Verfolgten betreute. Ferner stellte sie Kontakte für die zur Unterbringung vorgesehenen Personen her und bereitete Speisen zu, die sie ihrem Mann für die Gefangenen in den verschiedenen Gefängnissen mitgab. Gegen Ende des Zweiten Weltkriegs verließ sie mit ihrem Sohn Harald Stephan Berlin, kehrte aber bereits im Sommer 1945 wieder dorthin zurück.
Für ihre Verdienste wurde sie gemeinsam mit ihrem Mann am 30. November 1971 durch die Gedenkstätte Yad Vashem als Gerechte unter den Völkern anerkannt.

## Ehrungen
- Mit Beschluss des Berliner Senats vom 6. Oktober 1987 wurde die Begräbnisstätte von Harald und Dorothee Poelchau auf dem Friedhof Zehlendorf in ein Ehrengrab des Landes Berlin umgewandelt.[6]
- Am 18. September 2017 wurde an der Ecke Poelchaustraße/Märkische Allee in Berlin-Marzahn eine Erinnerungsstele für Harald und Dorothee Poelchau übergeben.[7][8]

## Familie
Dorothee Ziegele heiratete am 11. April 1928 in Herrenberg Harald Poelchau. Ihr gemeinsamer Sohn Harald Stephan jun. wurde 1938 geboren.